# José Rafael de Gallegos y Alvarado

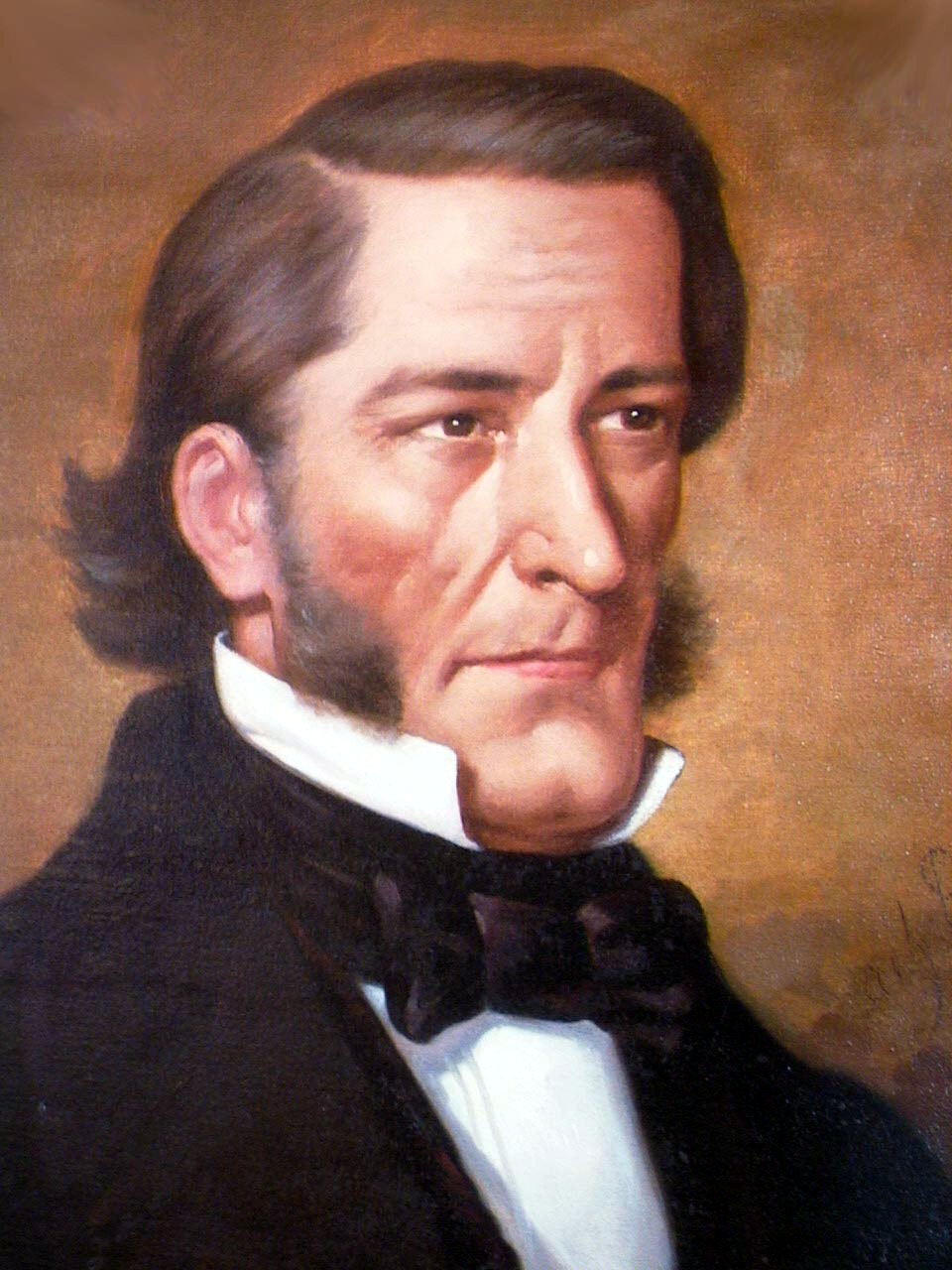
Rafael Luis José de Gallegos y Alvarado

Rafael Luis José de Gallegos y Alvarado (* 31. Oktober 1784 in Cartago, Costa Rica; † 14. August 1850 in San José (Costa Rica), Costa Rica) war ein Staatschef von Costa Rica.

## Leben

### Herkunft und frühe Laufbahn
Seine Eltern waren Lucía Guadalupe de Alvarado Guevara und Felipe Gallegos y Trigo. Mütterlicherseits hatte er José Santos Lombardo y Alvarado zum Halbbruder.
In erster Ehe heiratete er Teresa Ramó y Palacios (†~1820), die Tochter von Concepción Palacios y Santamaría und Francois Rameau Mercadel. Aus dieser Ehe stammen die Kinder José Felipe und José de Jesús Gallegos y Ramó. Die adoptierte Tochter Josefa Victoria starb in jungen Jahren.
Am 3. November 1822 heiratete er sein zweites Mal, und zwar María Ignacia Sáenz y Ulloa (1800–1873), die Tochter von María Cayetana Ulloa y Guzmán-Portocarrero und Manuel Sáenz y Alvarado. Die Kinder aus dieser Ehe waren Guadalupe (sie heiratete Mariano Montealegre Fernández), Felícitas, Josefa Victoriana (sie heiratete Francisco Montealegre Fernández), Manuela, Rafael Gallegos Sáenz, Ignacia, Juan de Dios und Teresa Bernardina de Jesús Gallegos y Sáenz.

### Unternehmerische Tätigkeiten
Er war ein Latifundienbesitzer von ausgedehnten Gütern, auf welchen Zuckerrohr und Kaffee angebaut wurde; außerdem war er Händler, Miteigentümer der Minen Monte del Aguacate und Eigentümer von großen Vermögen, das er aus dem Anbau von Zuckerrohr in Tres Ríos und von Kaffee erworben hatte.

### Präsident der Junta Gubernativa
Er war Lehrer einer Schule in San José. 1821 wurde er erster Bürgermeister von San José. Im Januar 1822 wurde er Mitglied der Junta Superior Gubernativa de Costa Rica und vom 17. Oktober 1822 bis zum 1. Januar 1823 saß er diesem Regierungsgremium vor. Am 1. Februar 1. Januar 1823 übernahm eine neue Junta Gubernativa die Macht. Ihr saß sein Halbbruder José Santos Lombardo y Alvarado  vor.
1824 wurde er durch konservative Gruppen zum Kandidaten für den Stellvertreter des Präsidenten aufgestellt, wurde aber knapp durch Juan Mora Fernández geschlagen.
1825 wurde er als stellvertretender Präsident für die Amtszeit von 1825 bis 1829 gewählt und 1829 wurde er für weitere vier Jahre in dieses Amt gewählt. In seiner Amtszeit als stellvertretender Präsident saß er dem Consejo Representativo del Estado vor und war bei einigen Gelegenheiten geschäftsführender Präsident.

### Staatsoberhaupt
Bei den Präsidentschaftswahlen 1833 erhielt er eine Stimme mehr als der zweite Kandidat. Da keiner der Kandidaten eine absolute Mehrheit erreicht hatte, wurde er vom Parlament zum Präsidenten gewählt. Sein Stellvertreter war Manuel Fernández Chacón. Er regierte gegen eine Opposition mit einer sarkastischen Presse. Vicente Castro Ramírez verlegte die Zeitschrift La Tertulia. Das Parlament beschloss mit dem Ley de la Ambulancia den Regierungssitz alle vier Jahre in eine andere der vier größeren Städte von Costa Rica zu verlegen. Im März 1833 trat er von seinem Amt zurück. Das Parlament nahm am 4. März 1834 seinen Rücktritt an und widerrief am 6. März 1834 seine Wahl zum Präsidenten.

### Nach der Präsidentschaft
1842 wurde er zum Präsidenten des obersten Gerichtshofes ernannt, doch lehnte er das Amt ab. 1844 wurde er ins Parlament gewählt, welchem er vorsaß. Am 1. Mai 1845 wurde er stellvertretend für Francisco María Oreamuno Bonilla zum Staatsoberhaupt ernannt. Die Putschisten vom 7. Juni 1846 baten um seine Hilfe im Parlament, was er ablehnte.